# Sexualidad anal

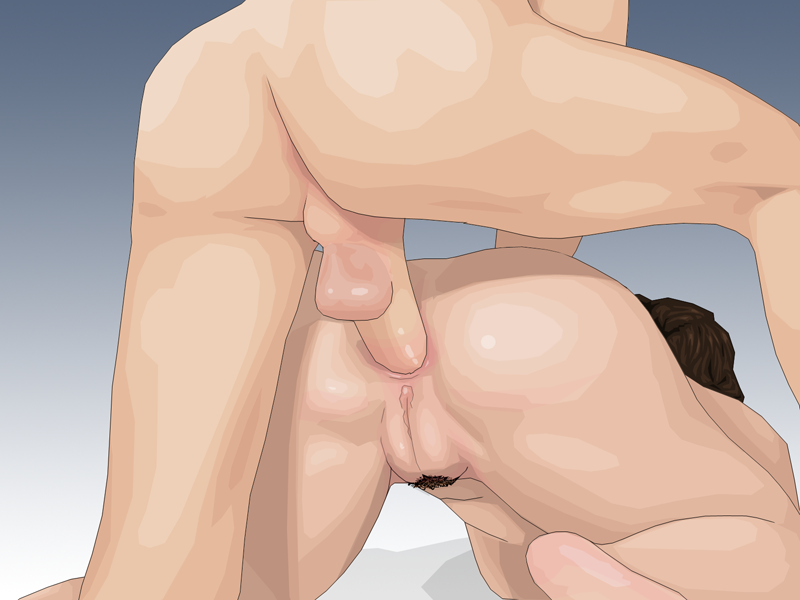
Ilustración de un coito anal: el glande y parte del resto del pene están introducidos en el ano de su pareja, en este caso, una mujer.

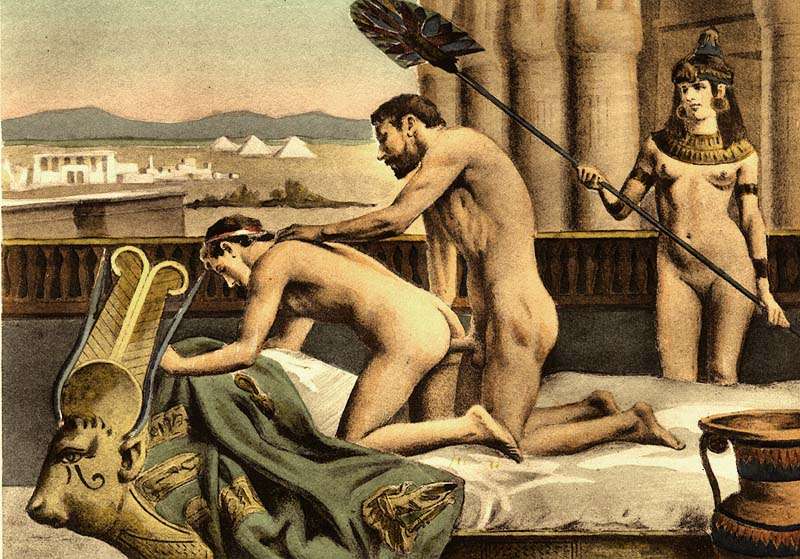
Coito anal homosexual; obra de Édouard-Henri Avril.

La sexualidad anal hace referencia a la utilización y a los variados usos del ano con fines sexuales.

## Coito anal
El coito anal es una práctica sexual consistente en la introducción del pene o de otros objetos por el ano de la pareja. Otros términos sinónimos son «coito peneano-rectal», «penetración peneano-rectal», «sodomía», «pedicación» o, más vulgarmente, «enculada». 
Muchas personas encuentran placentero el coito anal, y algunas pueden alcanzar el orgasmo, en los hombres mediante la estimulación vía anal de la próstata, y en las mujeres con la estimulación desde el recto de su útero y la pared inferior de su vagina. Sin embargo, la mayor parte de personas experimentan dolor, en ocasiones de forma extrema.
Prevalencia del coito anal
El empleo del ano con fines sexuales está considerado una de las prácticas más extendidas en parejas homosexuales, pero también en heterosexuales. En Chile, según un estudio, el 40 % de las parejas heterosexuales lo han intentado al menos una vez y, según los resultados de distintos estudios, entre el 10 y el 20 % de las parejas lo practican con regularidad.

### Dobles penetraciones
La doble penetración es una variante del coito anal, la cual consiste en que dos hombres, o un hombre y un juguete sexual, penetran simultáneamente a una mujer; uno lo penetra por el ano, mientras que el otro hace lo propio por el orificio vaginal.
La doble penetración anal, o "doble anal", es similar, pero los dos hombres penetran en el mismo orificio anal. En este caso el penetrado puede ser tanto un hombre como una mujer. Una variante es que uno o ambos penes sean reemplazados por dildos con arneses, permitiendo que uno o ambos penetrantes sean de sexo femenino.  
Otra variante de doble penetración es el llamado spit roast; recibe este nombre porque la mujer o el hombre es penetrado oral y analmente, es decir, por ambos extremos.

### Donkey punch
Donkey punch /'dɒŋki pʌntʃ/ ("puñetazo de burro" en inglés) es una barbaridad eufemismo que hace referencia a una práctica teórica relacionada con el coito anal, tanto heterosexual como homosexual. En el donkey punch, el hombre que estaría penetrando anal o vaginalmente a su pareja asestaría a ésta o éste un puñetazo en los riñones o en la región occipital. La finalidad pretendida sería provocar una contracción refleja de la musculatura del recto o de la vagina, aumentando de esta manera la sensación de placer de quien penetra.

## Estimulación anal mecánica

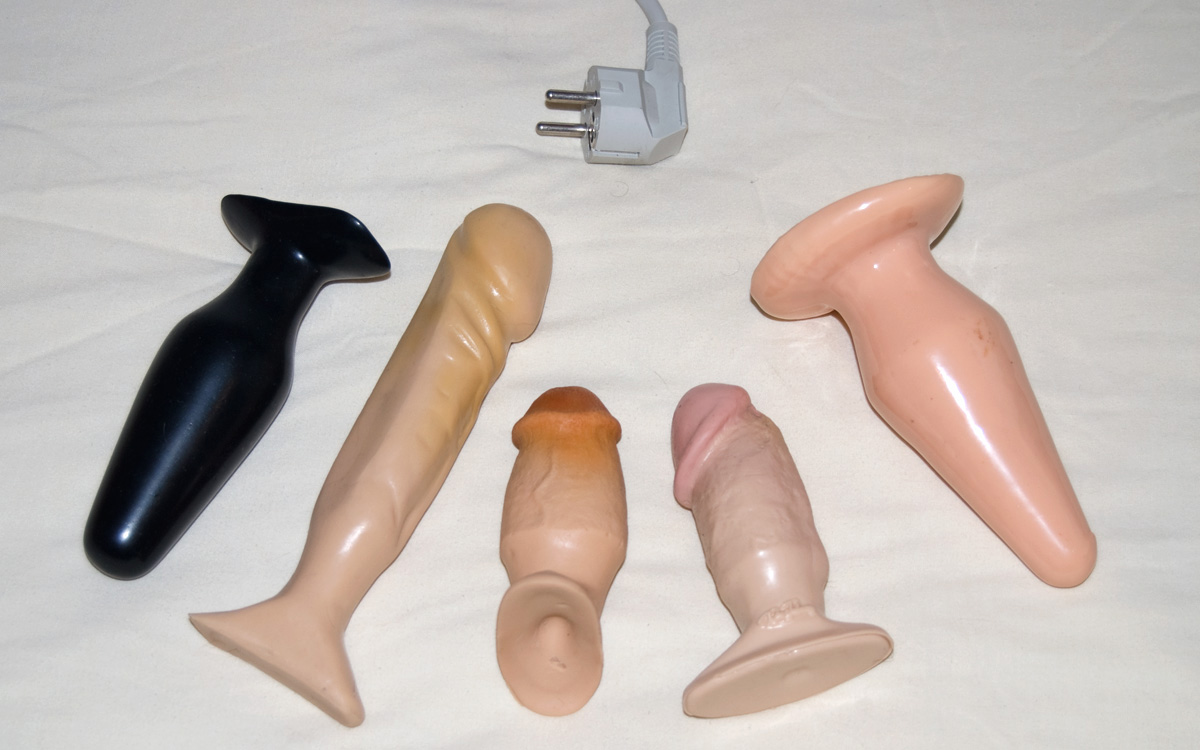
Varios modelos de consoladores especialmente diseñados para la penetración anal.

El ano también es estimulado mediante el empleo de dispositivos, vibradores, consoladores o dildos, tanto ajustados a bases sólidas como manipulados con la mano (la propia o la de su pareja), o como pieza dentro de un juego de arnés. Suelen ser habituales en la masturbación anal.

### Vibradores anales
Los vibradores diseñados para uso anal disponen de una base ensanchada o un mango largo para agarrarlos, y así evitar que se deslicen dentro, alojándose en el intestino. Los vibradores anales vienen en diferentes formas, aunque los más comunes suelen tener forma de falo. Son recomendados para ser utilizados con una cantidad importante de lubricante, y que sea insertado suavemente y con cuidado, para evitar cualquier potencial daño del revestimiento del ano y del recto.

### Dildos
El ano también suele ser estimulado mediante el empleo de dildo o dildos.
Hay dildos que tienen una terminación curva para estimular el punto G o la próstata, diseños dobles que se pueden emplear simultáneamente para la penetración vagina y anal y los consoladores de forma cónica para uso en el ano (que en inglés se llaman butt plug: literalmente: ‘enchufe para el ano’).  Al igual que ocurre con los vibradores anales, los dildos especialmente diseñados para uso anal disponen de una base ensanchada para evitar que escapen dentro.

### Pegging

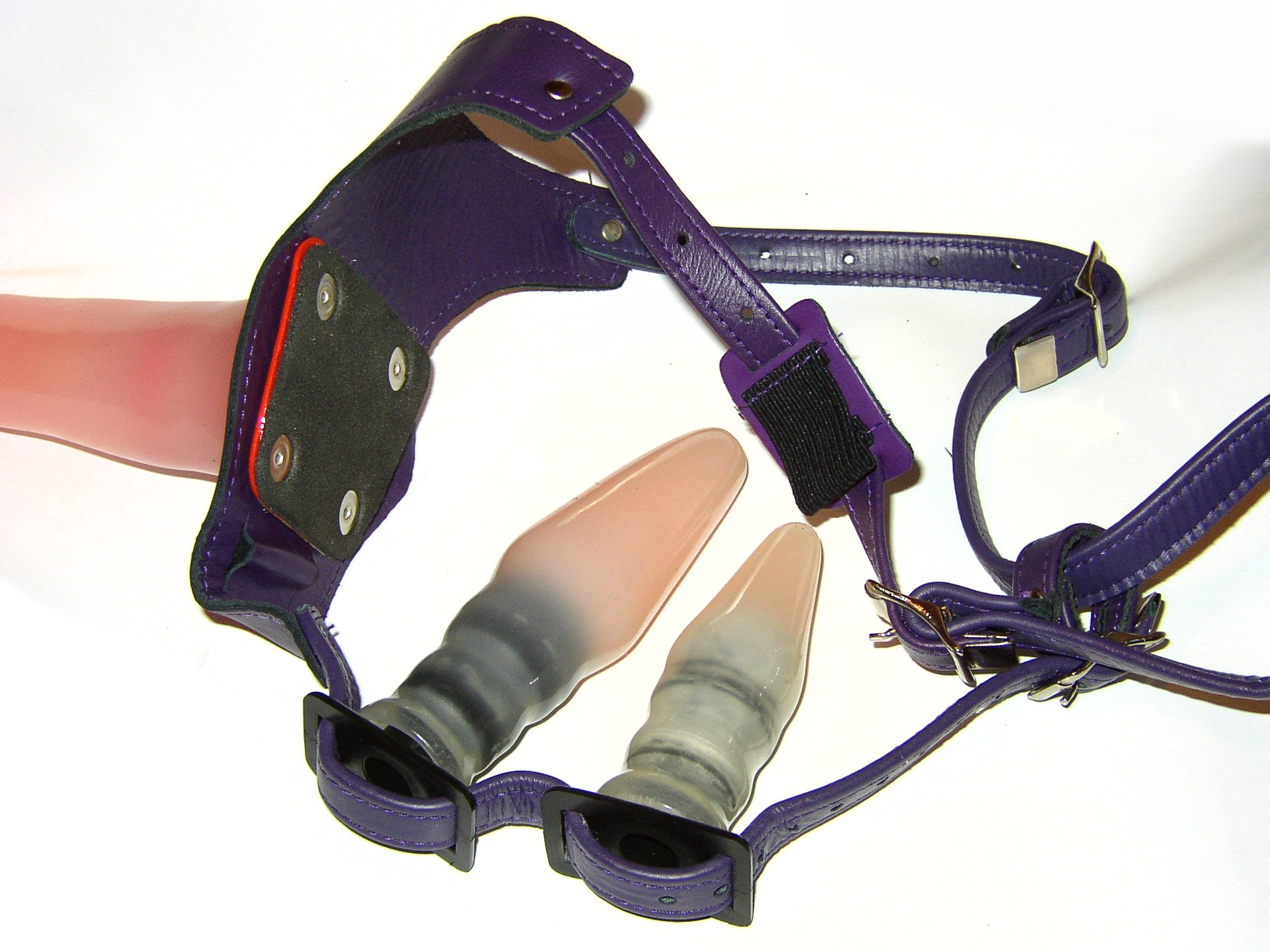
Un arnés con dos consoladores.

El término pegging se refiere a la práctica sexual en la que una mujer penetra analmente a un hombre empleando una prótesis que usualmente va sujeta en el pubis por medio de un arnés de cintura. Esta práctica también puede implicar la estimulación de los genitales masculinos. Aunque este tipo de penetración también puede realizarse de hombre a mujer, hombre a hombre, y mujer a mujer, el término pegging no se utiliza comúnmente para referirse a estas variaciones. 
Suele emplearse un consolador, aunque también son aptos los vibradores. El arnés que se utiliza se coloca alrededor del cuerpo, y es similar al que se usa en escalada, pero con algunos cambios. Este dispositivo se conoce en inglés como strap on (que podría traducirse como ‘con correa’), y suele denominarse en español como «estrapón», «cinturonga», o simplemente «consolador con arnés». 
En otra variante, la base de la prótesis, atada a la cintura o no, penetra también en la propia vagina de la mujer activa, teniendo ella de este modo una estimulación sexual directa.
El pegging puede relacionarse con la andromimetofilia y ginemimetofilia. El sujeto "pasivo" pasa a ser el hombre, y el "activo", la mujer.

### Cuentas anales

Una mujer usando cuentas anales.

Las «cuentas anales» o «bolas anales» son un juguete sexual que consiste en numerosas esferas o pelotitas unidas a una cuerda o soporte rígido o semirrígido que las atraviesa, a modo de rosario. Son usadas para insertarlas en el recto a través del ano con la ayuda de un lubricante. El placer deriva de varios factores entre los que se incluye la velocidad a la que se introducen y sacan las bolitas, el calibre de estas, que puede ser variable incluso en un mismo juguete, y la profundidad a la que llegan. A menudo se sacan rápida y bruscamente para aumentar la sensación placentera durante el orgasmo. Los que las usan disfrutan cuando las cuentas pasan por el angosto músculo esfínter externo del ano. Se pueden comparar a las «bolas chinas», las cuales se meten en la vagina de la misma manera y para propósitos similares.

### Clismafilia

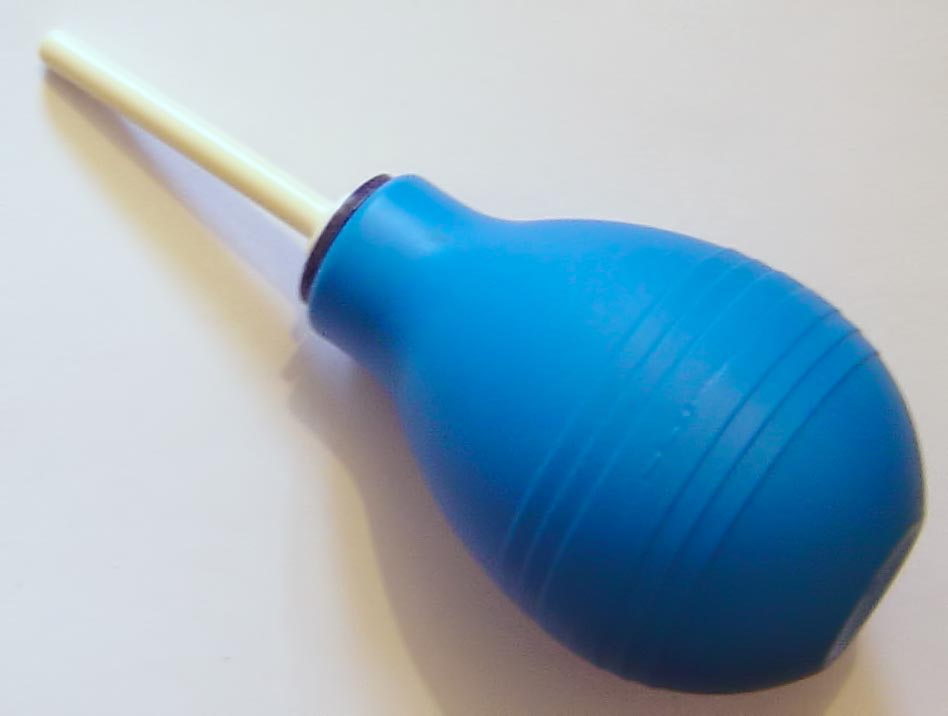
Perilla usada para poner enemas anales.

La «clismafilia», o «klismafilia», es una parafilia que consiste en recibir, o menos frecuentemente colocar, líquido inyectado mediante enemas (lavativas) en la cavidad anal, mientras se realizan juegos sexuales o el mismo acto sexual. Su práctica va acompañada, en la mayor parte de los casos, con formas fetichistas utilizando cánulas y otros elementos para una mayor estimulación anal.

## Estimulación anal con otras partes del cuerpo
El ano es estimulado con adminículos o con el pene, pero también mediante el empleo de otras partes del cuerpo, siendo la práctica anal más difundida de todas, pues no solo la emplean de manera previa los que realizan el coito anal, sino que también es usada por los que jamás han hecho esto último. Las partes del cuerpo más utilizadas son los dedos de las manos, y más raramente, las manos, brazos, o dedos de los pies. Ocurre durante relaciones sexuales, o en sesiones de autoestimulación o masturbación. 

### Estimulación anal con la boca

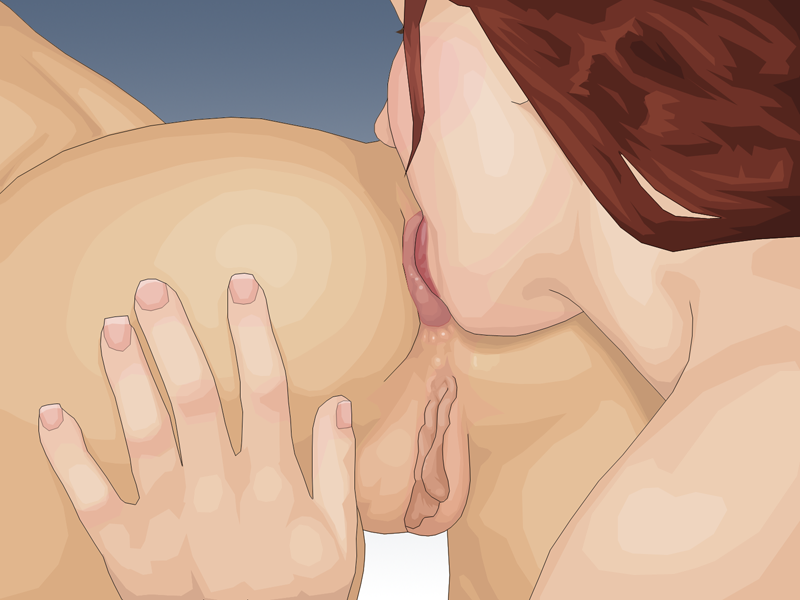
Una mujer practicándole el «anilingus» a otra.

El ano también es estimulado mediante la boca en una práctica sexual denominada «anilingus», popularmente llamado «beso negro». En esta variante de sexo oral, se realizan desde solo besos con los labios, como lamidas con la lengua.  
Una variante de esto último es el llamado "colibrí", que consiste en la inserción de la lengua lo más profundamente posible en el ano de su pareja. Su nombre hace referencia a una familia de aves que utiliza su lengua de una manera similar con el fin de recoger néctar de los sectores más profundos de las flores tubulares.[cita requerida]
Riesgos para la salud y prevención
Existen numerosos problemas de salud que podrían presentarse como consecuencia de una práctica inadecuada del anilingus, debido a la presencia de bacterias, virus o parásitos alrededor y/o dentro del ano o recto. Estos incluyen hepatitis A, hepatitis C, hepatitis B, lombriz intestinal, Clamidia, Papilomavirus humano (PVH), Gonorrea, herpes, entre otras enfermedades de transmisión sexual. Aunque hay que recordar que no solamente por este tipo de práctica se pueden adquirir las enfermedades de transmisión sexual.  El VIH/Sida no parece ser fácilmente transmisible a través de esta práctica, pero los expertos afirman que existe cierto riesgo de contagio.

### Fisting
El fisting, o fist fucking, consiste en la introducción de un puño, e incluso el brazo, dentro del ano y recto de la persona penetrada. En esta práctica la fase de dilatación puede durar horas, para evitar desgarros anales, fisuras y roturas de esfínter.

### Masaje prostático

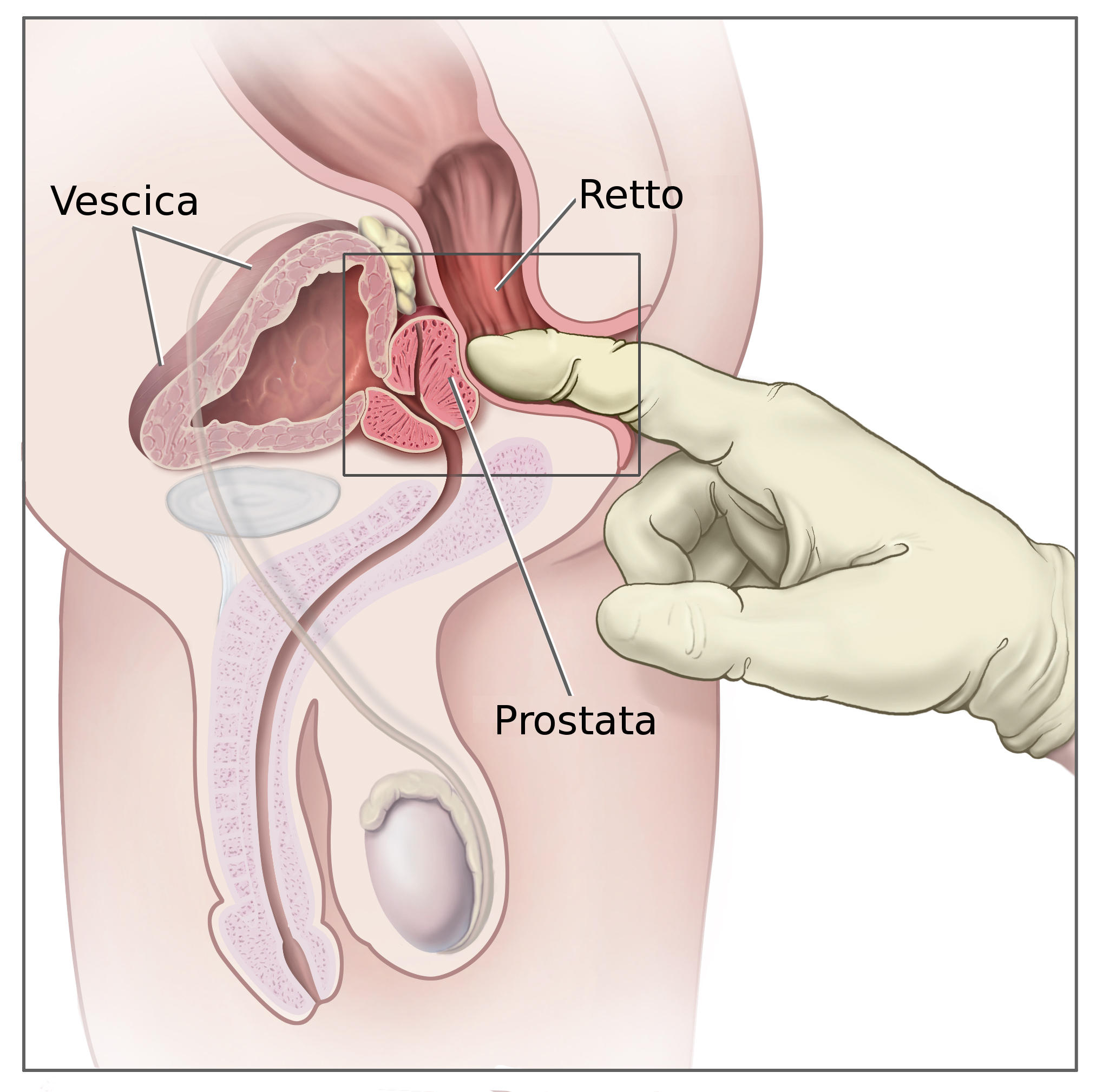
De esta manera se realiza el masaje prostático.

Muchos hombres encuentran sexualmente placentero la estimulación de su próstata, pues para los sexólogos, esa glándula es el punto G masculino. En la variante sexual del llamado masaje prostático (una práctica médica) se emplean generalmente uno o dos dedos, pudiendo ser los de un hombre como los de una mujer, para introducirlos en el ano de un hombre, y estimular su glándula prostática, con el objetivo de darle placer, llegando incluso a la descarga de sus fluidos y producirle un orgasmo, sin necesariamente tener que efectuar estimulaciones del pene ni de otras zonas erógenas. En algunas ocasiones también es utilizada la electroestimulación erótica prostática. Como parte de un masaje tántrico, el masaje prostático se efectúa con el propósito de aumentar la relajación e incrementar la estimulación sexual.

### Coprofilia
En la parafilia denominada «coprofilia», considerada como una clase de fetichismo, la excitación sexual se produce por oler, saborear, tocar o ver las heces o el acto de defecar. Esta actividad erótica se suele practicar tanto individual como colectivamente.
Una variante es la conocida en Estados Unidos como Cleveland Steamer (traducido como «vapor de Cleveland»), y en español como «lluvia negra», en la cual alguien siente placer en defecar a su pareja (o ser defecado) en la cara o pecho.

### Footjob
En una de las muchas variantes de la práctica sexual denominada footjob (la que se relaciona con la sexualidad anal), una persona acaricia con los pies, o los dedos del pie, el ano de su pareja, o lo penetra analmente con el dedo mayor del mismo. El footjob está relacionado con el parcialismo de pies.